# ویسنته فرناندز پوجنت
ویسنته فرناندز پوجنت (انگلیسی: Vicente Fernández Pujante؛ زادهٔ ۱۷ سپتامبر ۱۹۷۵) بازیکن فوتبال اهل اسپانیا است.
از باشگاه‌هایی که او در آن بازی کرده، می‌توان به باشگاه ورزشی رئال مایورکا، باشگاه فوتبال اسپورتینگ خیخون، باشگاه فوتبال ژیرونا و باشگاه فوتبال اسپانیول اشاره کرد.